# Arend Koole
Arend Johannes Christiaan Koole (Amsterdam, 22 april 1908 – onbekend, 12 juli 2002) was een Nederlands musicoloog, pianist en dirigent.
Hij was zoon van het Zeeuwse echtpaar Christiaan Willem Koole (boekhandelaar) en Neeltje Gerarda Leonarda Hobbel. Zelf was hij getrouwd met Hendrika Jansma van der Ploeg.
Zijn muziekopleiding verkreeg hij aan het Amsterdams Conservatorium (1925-1930). Daarna volgden studies letteren en wijsbegeerte aan de Utrechtse universiteit bij Albert Smijers (1933-1937). Hij werd doctor door middel van het proefschrift Leven en werken van Pietro Antonio Locatelli a Bergamo (1695-1764), Italiaans musyckmeester tot Amsterdam, dat in 1949 gepubliceerd werd door Jasons Universiteitspers. Ondertussen was hij een jaar tweede dirigent van “Toonkunst” te Utrecht (1941-1942) en dirigent van de Haarlemse Orkest Vereniging (1942-1943). Hij was docent aan conservatoria in Rotterdam (1938-1941), Utrecht (1933-1937 en 1941-1944) als ook te Amsterdam (1946-1949). Hij leverde bijdragen aan De Nieuwe Nederlander, Katholieke Encyclopedie en de Winkler Prins Encyclopedie. Hij verzorgde lezingen bij de Nederlandse Omroep.
Hij vertrok in 1949 naar Zuid-Afrika om er les te geven aan de Universiteit van Bloemfontein, waarna hij in Los Angeles les ging geven aan de Universiteit van Zuid-Californië (1964-1973) om terug te keren naar Zuid-Afrika.
Van zijn hand verschenen boeken over Johann Sebastian Bach en Felix Mendelssohn Bartholdy en hij schreef ook enkele muziekwerken.